# Намбу Тип 94
Тип 94 (яп. 九十四式 Kyūyon-Shiki Kenjū) — один из самых необычных по дизайну и наиболее опасных в обращении пистолетов в мире. В соответствии с японской системой летосчисления модель получила порядковый номер 94 — это две последние цифры числа 2594, то есть года, соответствующего 1934 году григорианского календаря. Пистолет выполнен по схеме, разработанной генерал-лейтенантом в отставке Кидзиро Намбу, который к тому времени уже создал несколько образцов пистолетов, в том числе Намбу Тип 14 (который оставался основным личным оружием Императорской армии Японии 1920—1940-х годов, а выпускался вплоть до окончания Второй мировой войны). Среди офицеров Страны восходящего солнца, которым приходилось платить за оружие из своего кармана, эта модель, хотя и достаточно эффективная, однако неудобная и громоздкая, спросом не пользовалась. Поэтому в 1929 году Намбу решил разработать более компактный и дешёвый самозарядный пистолет, а департамент артиллерии проявил большую заинтересованность в его разработке.

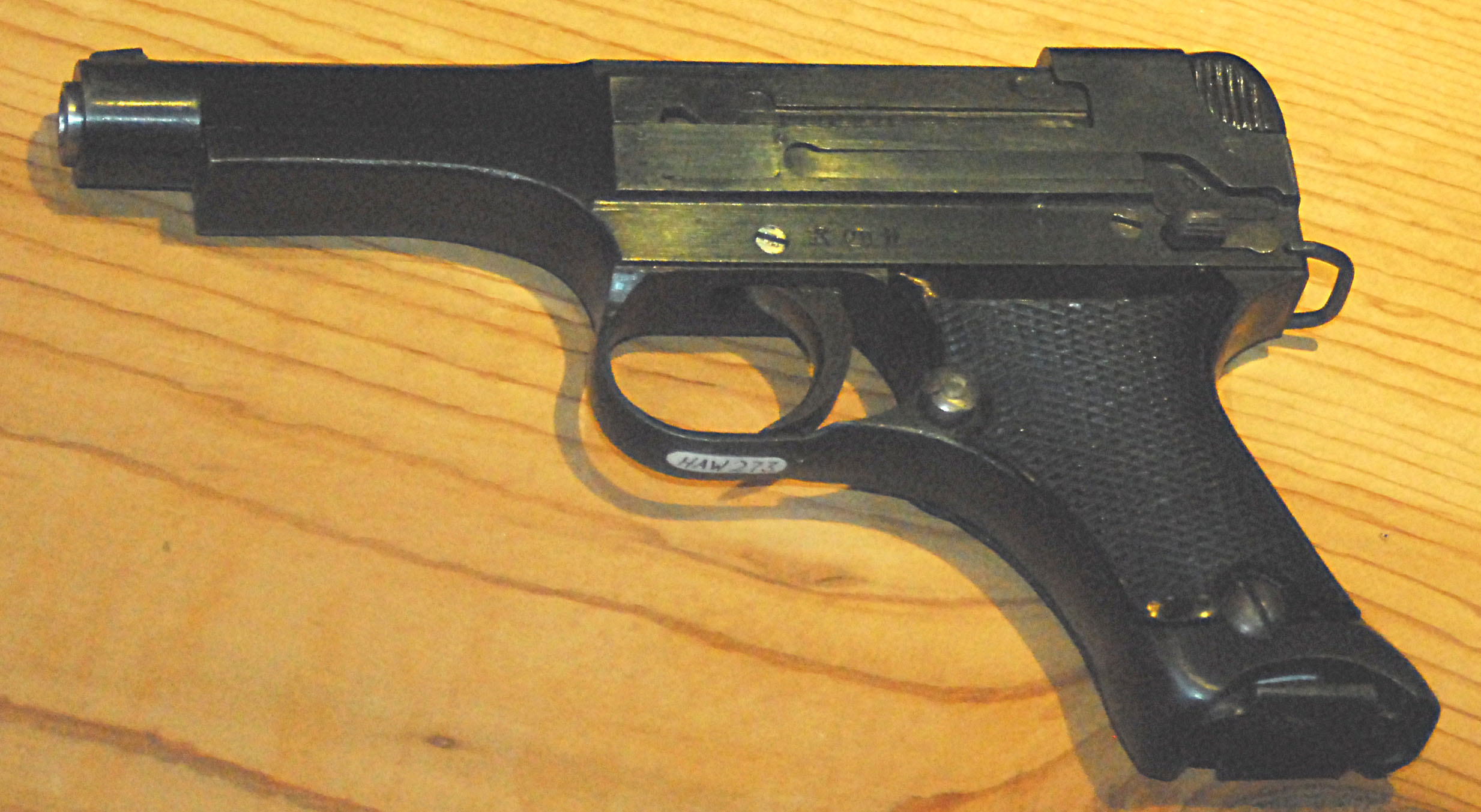

Позднее департамент предъявил права на участие в разработке пистолета, и результат оказался довольно плачевным. В конструкции затвор полностью закрывает сверху рамку, а взвод курка осуществляется оттягиванием затвора с помощью рифленых ушек сзади корпуса; но при этом приходит в действие предохранитель, который находится с левой стороны рамки, что могло привести к случайному выстрелу. Спусковой механизм был ненадёжен, и это также могло стать причиной неожиданного выстрела до замыкания казённой части. К тому же сами пистолеты были выполнены очень некачественно, на скорую руку; особенно плохи образцы, произведённые в 1944—1945 годах. При случайном падении оружия стоявший на боевом взводе ударник срывался с шептала, что приводило к самопроизвольному выстрелу.
Шептало расположено открыто, с левой стороны оружия, выстрел можно произвести, просто надавив на него. Способность Типа 94 стрелять без нажатия на спусковой крючок способствовала появлению среди американских военных в годы Второй мировой войны рассказов о японских солдатах, якобы сдававшихся в плен только для того, чтобы выстрелить из пистолета, сдавая оружие. В результате Намбу Тип 94 американские солдаты стали называть «suicide special» и «surrender pistol» (что можно было бы перевести как «специальный для самоубийства» и «пистолет для сдачи в плен»). Автоматика пистолета работает за счет отдачи ствола при его коротком ходе. Запирание канала ствола осуществляется вертикально перемещающимся клином. Отпирание канала ствола происходит при отходе ствола после удара клина в рамку, когда происходит расцепление ствола с затвором.
Узкая прорезь миниатюрного целика и тонкая мушка совершенно не подходят для стрельбы по движущимся целям на короткой дистанции при реальном боевом применении пистолета. У пистолетов, выпущенных в конце Второй мировой войны, щечки рукоятки — деревянные гладкие. Хотя изначально планировалось сделать пистолет дешёвым, на самом деле это оружие оказалось дороже предшественников.
В 1934 году пистолет был принят на вооружение некоторыми родами войск японских вооружённых сил, сначала в танковых войсках и военно-воздушных силах, а незадолго до начала войны в Китае в июле 1937 года — и в сухопутных частях. До 1945 года таких пистолетов было выпущено мало, всего 71 100 штук. Именно такое малое количество выпущенных Намбу Типа 94 придает им немалую ценность для коллекционеров. После 1945 года выпуск прекращен.